# Ирошниково
Ирошниково — деревня в Петушинском районе Владимирской области России, входит в состав Нагорного сельского поселения.

## География
Деревня расположена в 21 км на север от города Покров и в 39 км на северо-запад от райцентра города Петушки.

## История
Название села Ирошниково возникло от промысла, которым занимались жители — снятия кож (необработанная кожа животных называется «ирха»), такое объяснение давала церковная летопись, хранившаяся раньше в приходском храме. Первое упоминание в документах («Ведомости о церквах бывшей Переяславской епархии») показывает, что в 1755 году в селе Ирошниково была освящена деревянная церковь Казанской иконы Божией Матери, построенная титулярным советником Александром Фёдоровичем Протопоповым. После этого село получило другое название — Ново-Богородское. Помещиком были выделены усадебная, пахотная земля и сенокос. В 1815 году началось строительство ныне существующего каменного храма. В 1829 году освящён тёплый придел святого великомученика Георгия Победоносца, а в 1839 году — главный престол. В приходе были село Ирошниково и деревни Телешово, Степаново, Мячиково, Русаново, Абросово, Ново-Ефимьево. При храме была приходская школа с 27 учащимися (1896).
С 1860 года в селе располагалась бумаго-ткацкая фабрика купца Павла Тимофеевича Софронова. 200 ручных ткацких станков. На фабрике работало 170 рабочих, на стороне — 500.
По данным на 1895 год в деревне проводилось две ежегодные однодневные ярмарки: 8 июля (продавалось товара на сумму 500 руб) и 22 октября (продавалось товара на сумму 300 руб). На ярмарках была представлена мануфактура, бакалейный, шерстяной и другие товары.
В конце XIX — начале XX века село входило в состав Фуниково-Горской волости Покровского уезда.
С 1929 года деревня являлась центром Ирошниковского сельсовета Петушинского района, в 1945—1960 годах деревня входила в Покровский район, с 1962 года — в составе Ивановского сельсовета, с 2005 года — в составе Нагорного сельского поселения.

## Население
| 1859 | 1905 | 1926 | 2002 | 2010 | 2021 |
| ---- | ---- | ---- | ---- | ---- | ---- |
| 195  | ↗225 | ↘199 | ↘0   | →0   | →0   |

## Достопримечательности
В деревне находится недействующая Церковь Казанской иконы Божией Матери (1815-1839).